# Megaselia aestiva
Megaselia aestiva är en tvåvingeart som beskrevs av Borgmeier 1966. Megaselia aestiva ingår i släktet Megaselia och familjen puckelflugor. Inga underarter finns listade i Catalogue of Life.